# Mavrovo
Mavrovo (mak. Маврово) je vas v Severni Makedoniji, v severozahodnem delu države. Mavrovo spada v občino Mavrovo in Rostuša. Danes je Mavrovo pomembno turistično središče znotraj večjega visokogorskega  turističnega območja Mavrovo.

## Geografija
Naselje Mavrovo stoji v severozahodnem delu Severne Makedonije. Od najbližjega večjega mesta, Gostivarja, je oddaljeno 32 km proti jugozahodu.
Mavrovo stoji v območju visokogorja, visoko na severovzhodnih pobočjih gore Bistre. Severovzhodno se razteza Mavrovsko višavje, ki je bilo leta 1947, z  izgradnjo jezu, spremenjeno v Mavrovsko jezero. Nadmorska višina naselja je približno 1240 m.
Podnebje v naselju je ostro gorsko.
Območje je zdaj del Narodnega parka Mavrovo, največjega narodnega parka v Severni Makedoniji,

## Zgodovina
V začetku 20.stoletja je bila večina prebivalcev pripadnikov Srbske pravoslavne cerkve.

## Prebivalstvo
Po popisu iz leta 2021 je imelo Mavrovo 212 prebivalcev, pretežno etničnih Makedoncev (94 %).
Večinska veroizpoved v naselju je pravoslavje.

## Galerija
- Vas Mavrovo in jezero pozimi
- Vas Mavrovo in jezero poleti
- Stara, potopljena cerkev